# Win Myint

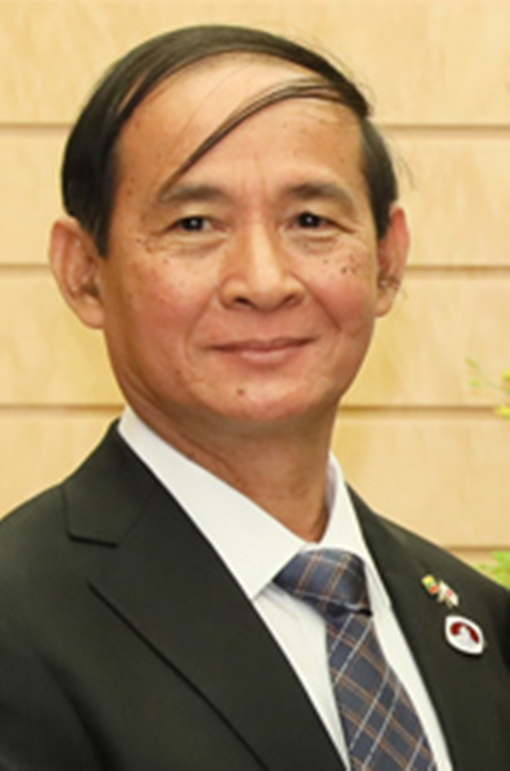
Win Myint (2012)

Win Myint (birmanisch ဝင်းမြင့်; * 8. November 1951 in Nyaung Chaung Village, Danubyu) ist ein myanmarischer Politiker der Nationalen Liga für Demokratie (NLD). Myint war von 2018 bis zum Militärputsch im Februar 2021 Präsident von Myanmar.

## Leben
Myint studierte an der University of Yangon Geologie und Rechtswissenschaften. 1981 wurde er als Rechtsanwalt am Verfassungsgericht von Birma zugelassen. Nach seiner Beteiligung an 8888 Uprising wurde er verhaftet. Er war 1990 kurzzeitig, sowie von Mai 2012 bis März 2018 Abgeordneter des Repräsentantenhauses. Von 2016 bis 2018 war er Vorsitzender des Repräsentantenhauses. Ab März 2018 war er als Nachfolger von Htin Kyaw Staatspräsident von Myanmar. Myint ist verheiratet und hat ein Kind.
Bei der Parlamentswahl im November 2020 erreichte Win Myints Partei NLD offiziellen Angaben zufolge die absolute Mehrheit, wobei die Wahlbeteiligung bei über 70 Prozent gelegen haben soll. Internationale Beobachter sahen die Wahl als frei und fair an. Die Armee, für die automatisch ein Viertel der Sitze in den Parlamentskammern reserviert ist, sprach dagegen von Wahlbetrug. Am Morgen des 1. Februar 2021 begann das Militär unter Oberbefehlshaber Min Aung Hlaing nach anhaltender Kritik an dem Wahlergebnis einen Putsch. Win Myint, Aung San Suu Kyi und weitere hochrangige NLD-Mitglieder wurden festgenommen. Auch rief das Militär den Notstand aus. Das Militärfernsehen gab bekannt, für ein Jahr die Kontrolle übernehmen zu wollen. Das Vorgehen wurde mit angeblichem Wahlbetrug begründet.